# Джон Стефановіч
Джон Волтер Стефановіч (англ. John Walter Stefanowicz; нар. 10 вересня 1991, Фон-Гроув, округ Йорк, штат Пенсільванія) — американський борець греко-римського стилю, дворазовий Панамериканський чемпіон, учасник Олімпійських ігор.

## Життєпис
До занять боротьбою грав у футбол і бейсбол. У 2009 пішов у морську піхоту. Технік авіаційного зв'язку.

## Спортивні результати на міжнародних змаганнях

### Виступи на Олімпіадах
| Змагання                    | Збірна | Вагова категорія                 | Місце |
| --------------------------- | ------ | -------------------------------- | ----- |
| Літні Олімпійські ігри 2020 | США    | греко-римська боротьба, до 87 кг | 12    |

### Виступи на Чемпіонатах світу
#ЗНАЧ! 

| Змагання                        | Збірна | Вагова категорія                 | Місце |
| ------------------------------- | ------ | -------------------------------- | ----- |
| Чемпіонат світу з боротьби 2019 | США    | греко-римська боротьба, до 82 кг | 23    |

### Виступи на Панамериканських чемпіонатах
| Змагання                                   | Збірна | Вагова категорія                 | Місце  |
| ------------------------------------------ | ------ | -------------------------------- | ------ |
| Панамериканський чемпіонат з боротьби 2020 | США    | греко-римська боротьба, до 82 кг | Золото |
| Панамериканський чемпіонат з боротьби 2021 | США    | греко-римська боротьба, до 87 кг | Золото |

### Виступи на інших змаганнях
| Змагання                               | Збірна | Вагова категорія                 | Місце  |
| -------------------------------------- | ------ | -------------------------------- | ------ |
| Міжнародний меморіал Дейва Шульца 2014 | США    | греко-римська боротьба, до 75 кг | 5      |
| Гран-прі Іспанії з боротьби 2018       | США    | греко-римська боротьба, до 82 кг | 5      |
| Кубок Хапаранди з боротьби 2018        | США    | греко-римська боротьба, до 82 кг | Бронза |
| Гран-прі Загреба з боротьби 2019       | США    | греко-римська боротьба, до 82 кг | 8      |
| Кубок Владислава Пітласинські 2019     | США    | греко-римська боротьба, до 82 кг | Бронза |
| Кубок Хапаранди з боротьби 2019        | США    | греко-римська боротьба, до 87 кг | Золото |
| Меморіал Маттео Пелліконе 2020         | США    | греко-римська боротьба, до 82 кг | 5      |
| Гран-прі Франції Анрі Деглана 2021     | США    | греко-римська боротьба, до 87 кг | 5      |
| Меморіал Маттео Пелліконе 2021         | США    | греко-римська боротьба, до 87 кг | 7      |